# Robin Williams
Robin McLaurin Williams (Chicago, 21 luglio 1951 – Paradise Cay, 11 agosto 2014) è stato un attore e comico statunitense.
Ebbe una formazione teatrale e ottenne popolarità televisiva tra la fine degli anni settanta e l'inizio degli anni ottanta, interpretando l'alieno Mork nella serie televisiva Mork & Mindy (1978-1982). Tra la fine degli anni ottanta e l'inizio degli anni duemila, raggiunse l'apice del successo quale protagonista con ruoli brillanti in numerose pellicole che lo portarono a essere definito «interprete dalla comicità debordante e fulminante», ma anche «attore intenso e misurato in ruoli meno divertenti».
Candidato all'Oscar per le sue interpretazioni di Adrian Cronauer in Good Morning, Vietnam (1987) di Barry Levinson, del professor John Keating ne L'attimo fuggente (1989) di Peter Weir e di Henry Parry Sagan ne La leggenda del re pescatore (1991) di Terry Gilliam, si aggiudicò infine la statuetta nel 1998 per il ruolo dello psicologo Sean McGuire in Will Hunting - Genio ribelle, girato l'anno precedente accanto a Matt Damon e Ben Affleck, con la regia di Gus Van Sant.
Williams fu protagonista specialmente di film per famiglie, dagli avventurosi Hook - Capitan Uncino (1991) e Jumanji (1995) alle commedie ironiche ma anche drammatiche Mrs. Doubtfire - Mammo per sempre (1993) e Patch Adams (1998), ma anche dei thriller One Hour Photo e Insomnia, entrambi del 2002.
Sebbene sempre capace di adattarsi a molti ruoli, negli ultimi anni visse il dramma di essere in parte dimenticato dal pubblico e di non ricevere l'appoggio della critica. Ritornò caro al grande pubblico incarnando la statua di cera di Theodore Roosevelt al fianco di Ben Stiller nella trilogia di Una notte al museo. Dopo aver avuto alcuni problemi di salute superati negli anni, Williams morì suicida l'11 agosto 2014 all'età di 63 anni; l'autopsia rivelò che soffriva di demenza a corpi di Lewy, una grave malattia degenerativa, che i medici non gli avevano diagnosticato, parlando invece di depressione.

## Biografia

### Primi anni
Robin McLaurin Williams nacque all'ospedale St. Luke's Hospital di Chicago (Illinois) il 21 luglio del 1951 da un'agiata famiglia di origini inglesi, gallesi, irlandesi, scozzesi, tedesche e francesi. Il padre, Robert Fitzgerald Williams (1906-1987), era un dirigente della Ford Motors, la madre, Laurie McLaurin Smith (1922-2001), era una modella originaria di Jackson (Mississippi). Nel 1967 la famiglia Williams si trasferì in California, dove Robin conseguì il diploma di scuola superiore nel 1971. Si iscrisse alla facoltà di Scienze politiche al Claremont College, che però abbandonò quasi subito, volendo seguire la sua passione per il teatro, e scelse il prestigioso istituto di recitazione drammatica Juilliard School di New York dove ebbe l'attore John Houseman come insegnante. Si distinse come mimo in alcuni spettacoli ma, non piacendogli il mestiere di "attore muto", come lo definì egli stesso, tornò a San Francisco, dove intraprese la carriera di attore teatrale.

### Carriera

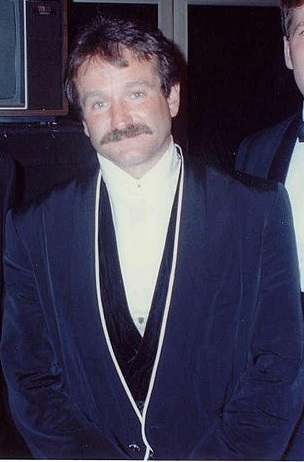
Robin Williams ai Premi Oscar 1990

Nel 1977 prese parte a un episodio del telefilm Happy Days nel piccolo ruolo di Mork e ricevette da Garry Marshall la proposta di diventare il protagonista alieno della serie televisiva Mork & Mindy. Questo ruolo, che Williams interpretò dal 1978 al 1982, gli donò una grande notorietà presso il pubblico internazionale. Anche il caratteristico saluto del personaggio, che compariva fra i terrestri allargando le dita e dicendo Na-no Na-no, divenne subito famoso.
Sino a tutti gli anni Ottanta Williams interpretò numerose stand-up comedy e tre episodi speciali della commedia dell'HBO Off The Wall (1978), An Evening with Robin Williams (1982) e Robin Williams: Live at the Met (1986). I lavori stand-up furono molto importanti per la sua carriera, come poi dimostrò il suo one-man show Robin Williams Live on Broadway (2002). È stato votato 3° nella lista della Comedy Central tra i 100 più grandi attori stand-up di tutti i tempi.
Interpretò il primo ruolo rilevante al cinema nel 1980 quale protagonista di Popeye - Braccio di Ferro, per la regia di Robert Altman. Il film non ebbe molto successo, ma l'attore ottenne diverse altre offerte di lavoro e due anni dopo recitò al fianco di Glenn Close ne Il mondo secondo Garp (1982) di George Roy Hill, tratto dall'omonimo romanzo di John Irving.
Seguì Mosca a New York (1984) di Paul Mazursky, in cui Williams impersonò Vladìmir Ivanòff, un sassofonista russo in tour nella Grande mela, poiché, poliglotta, Williams parlava fluentemente il russo, il francese e lo spagnolo. Nel 1986 partecipò ai film Club Paradise e Tempi migliori.
La sua consacrazione a Hollywood avvenne nel 1987 con Good Morning, Vietnam di Barry Levinson, nel quale interpretò Adrian Cronauer, militare americano che lavora come dj per la radio dell'esercito statunitense, ascoltata tutti i giorni dai soldati impegnati in Vietnam. Williams, libero di improvvisare, ottenne la sua prima candidatura all'Oscar; non lo vinse, ma si aggiudicò un Golden Globe.
Nel 1988 prese parte al video ufficiale della canzone Don't Worry, Be Happy di Bobby McFerrin.
Nel 1989 fu protagonista de L'attimo fuggente di Peter Weir, che gli valse la sua seconda candidatura agli Oscar per il ruolo del professor John Keating, insegnante tenace, rivoluzionario e fuori dagli schemi in un liceo vecchio stile e conservatore. Grazie a questa interpretazione in un ruolo drammatico l'attore conquistò anche il favore della critica, che sino ad allora lo aveva considerato un commediante per pellicole di genere.
Seguirono altre interpretazioni in pellicole di buon successo: al fianco di Robert De Niro in Risvegli (1990), di Penny Marshall, interpretò la parte del dottor Malcolm Sayer; nel 1991 fu un professore di storia medievale colpito da lucida follia ne La leggenda del re pescatore di Terry Gilliam, e Peter Pan adulto in Hook - Capitan Uncino di Steven Spielberg. L'anno successivo interpretò Leslie Zevo, l'eccentrico proprietario di una fabbrica di giocattoli, nuovamente sotto la regia di Levinson in Toys - Giocattoli (1992). Sempre nel 1992 fu la voce del Genio e del narratore/venditore ambulante nel film d'animazione Aladdin della Walt Disney.
L'anno successivo riscosse grande successo con il duplice ruolo di papà e domestica in Mrs. Doubtfire - Mammo per sempre di Chris Columbus; il personaggio da lui interpretato era anche un doppiatore di cartoni animati, attività con cui Williams si era fatto conoscere dal grande pubblico l'anno precedente. Nel 1995 fu protagonista di Jumanji, diretto da Joe Johnston.
Uno tra i film di maggior successo ai quali partecipò fu Will Hunting - Genio ribelle (1997), di Gus Van Sant, a fianco dei giovanissimi Matt Damon e Ben Affleck: grazie a questa interpretazione l'anno successivo vinse l'Oscar come miglior attore non protagonista.
Concluse gli anni Novanta con film per famiglie quali Flubber - Un professore tra le nuvole (1997), Al di là dei sogni, Patch Adams (entrambi del 1998), Jakob il bugiardo e L'uomo bicentenario (1999). In molte di queste occasioni parte del successo gli venne alle sue celebri abilità di improvvisatore.

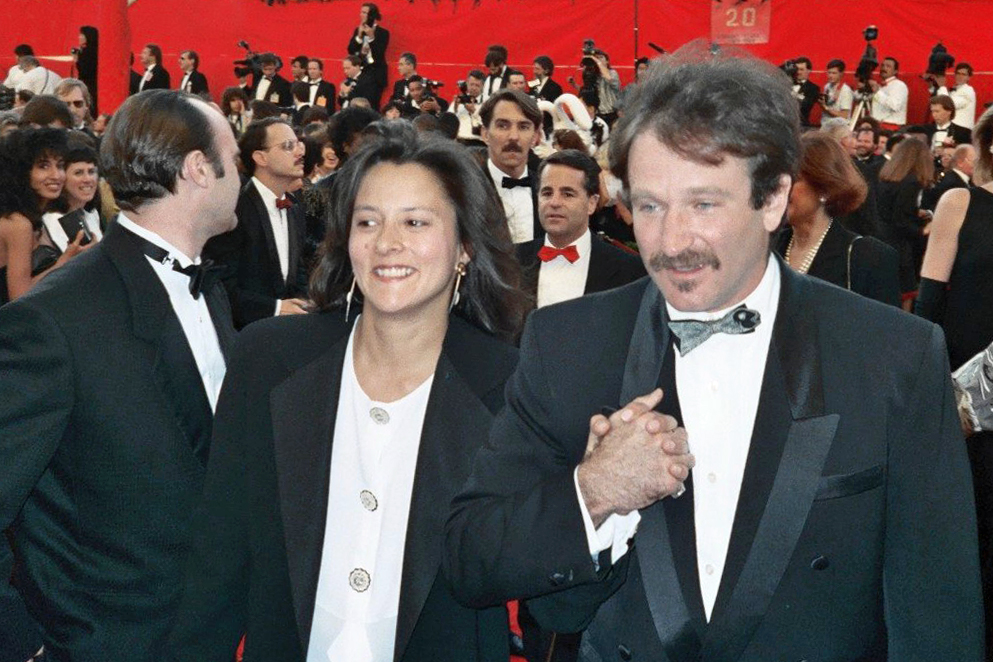
Robin Williams con la seconda moglie Marsha Garces ai Premi Oscar 1989

Nella prima metà del decennio successivo Williams predilesse ruoli più cupi, come in Eliminate Smoochy, One Hour Photo e Insomnia (tutti del 2002): dopo aver recitato al suo fianco in quest'ultimo titolo, Al Pacino dichiarò che Williams era uno dei suoi attori preferiti nella trasmissione televisiva statunitense Inside the Actor's Studio; sulla medesima falsariga seguirono The Final Cut (2004) e Una voce nella notte (2006). Proprio il 2006 fu un anno pieno di grandi interpretazioni cinematografiche, tra tutte L'uomo dell'anno di Levinson. In ambito televisivo fu l'ospite a sorpresa del Kids' Choice Awards e apparve nell'episodio di Extreme Makeover: Home Edition del 30 gennaio.
Sempre per la televisione, nel 2005 venne chiamato da Chris Diamantopoulos per il documentario Behind the Camera: The Unauthorized Story of Mork & Mindy, che parte dall'arrivo dell'attore a Hollywood come commediante fino a quando venne scelto per il ruolo di Mork. Nel 2011 fu testimonial, assieme alla figlia Zelda, del videogioco The Legend of Zelda: Ocarina of Time 3D per la piattaforma Nintendo 3DS e di The Legend of Zelda: Skyward Sword per Wii. Nello stesso anno, sempre assieme alla figlia, apparve in un cameo nel videoclip You Make Me Feel... del gruppo punk Cobra Starship con Sabi, trasmesso in anteprima da MTV.

### Morte

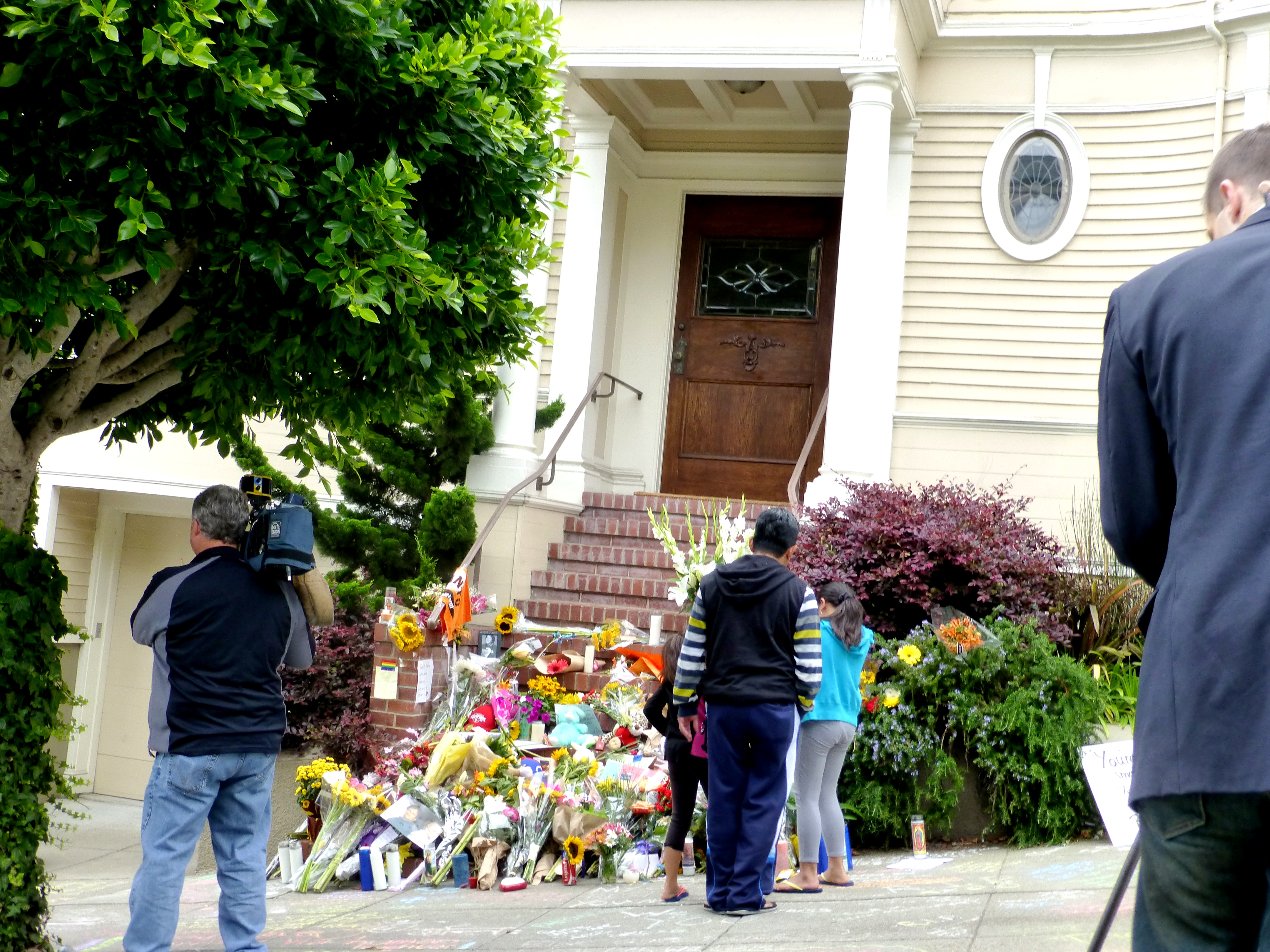
Alcuni fan lasciano dei fiori davanti alla casa di San Francisco utilizzata per le riprese di Mrs. Doubtfire - Mammo per sempre due giorni dopo la morte di Williams

L'11 agosto 2014 Williams fu rinvenuto privo di sensi dai vigili del fuoco nella sua casa di Paradise Cay, California, alle 12:02, e venne dichiarato morto due minuti dopo. Il medico legale attribuì in via dubitativa la causa del decesso ad asfissia per sospetto suicidio. Nelle ore seguenti la polizia dichiarò che l'attore si era tolto la vita impiccandosi con una cintura, fissata alla maniglia della porta chiusa nella sua camera da letto.
Il 12 agosto il corpo dell'attore venne cremato e le sue ceneri sparse nella baia di San Francisco. Pochi giorni dopo la moglie Susan Schneider rivelò che poco prima l'attore aveva scoperto di essere affetto dalla malattia di Parkinson. La messa si è svolta a San Anselmo alla presenza dei suoi 3 figli: Zack, Zelda e Cody, che hanno reso omaggio al padre. Hanno partecipato la moglie Susan e le sue due ex mogli, oltre a molti membri della famiglia. Erano presenti anche i suoi amici come Billy Crystal, Whoopi Goldberg, Jeff Bridges, Danny DeVito, Bonnie Hunt, Bobcat Goldthwait, Steve Martin, Seth Green, Ben Stiller, Sarah Michelle Gellar, Minnie Driver, Joel McHale, Pam Dawber, Eddie Izzard, Eric Idle, Josh Groban, George Lucas, Rhea Perlman e Christine Taylor.
Quando nel novembre 2014 vennero resi pubblici i risultati dell'autopsia, fu escluso che l'attore avesse  assunto droga o alcol al momento del suicidio, e fu comunicato che soffriva di una patologia neurodegenerativa, demenza da corpi di Lewy - simile in alcuni aspetti alla malattia di Parkinson - che si manifesta soprattutto con frequenti allucinazioni visive, che potrebbero aver spinto Williams a togliersi la vita. Secondo la testimonianza della moglie, durante l'ultimo anno di vita Williams soffriva non solo di allucinazioni, ma anche di tremore alla mano sinistra, problemi di stomaco, insonnia, attacchi di panico, paranoia, perdita di memoria (che lo colpì la prima volta sul set di Notte al museo - Il segreto del faraone).
Allo stesso tempo la moglie dichiarò che Williams era lucido e tranquillo l'ultimo giorno della vita, tanto da non far sospettare nulla: «Se gli fosse andata bene avrebbe avuto magari tre anni di vita e sarebbero stati tre anni duri, probabilmente sarebbe stato internato… Alla fine non aveva nemmeno più il controllo della sua voce, era sobrio, completamente pulito, ma soffriva di molta ansia».

### Omaggi postumi
La notizia della morte di Robin Williams ebbe subito ampio risalto sui mass media a livello internazionale. L'industria dell'intrattenimento, gli amici e i fan espressero cordoglio e stupore attraverso i social. La moglie Susan Schneider disse: «Ho perso mio marito e il mio migliore amico, mentre il mondo ha perso uno dei suoi artisti più amati e uno splendido essere umano. Ho il cuore spezzato». La figlia Zelda Williams dichiarò che senza di lui il mondo sarebbe stato "per sempre un po' più triste, meno colorato e meno pieno di risate".
Barack Obama diramò il seguente comunicato:
(Barack Obama, 44º presidente degli Stati Uniti d'America)
Numerosi fan crearono memoriali improvvisati presso la sua stella sulla Hollywood Walk of Fame e in vari luoghi inerenti alla sua carriera, come il parco pubblico a Boston che si vede in Will Hunting - Genio ribelle; la casa a Pacific Heights, San Francisco, utilizzata in Mrs. Doubtfire; la fabbrica in disuso della Parrish Shoes a Keene (New Hampshire), dove furono filmate alcune scene di Jumanji; la villetta a Boulder, Colorado, utilizzata in Mork & Mindy.
Durante la cerimonia dei Premi Emmy 2014, il 25 agosto, l'amico e collega Billy Crystal presentò un omaggio in memoria di Williams, riferendosi a lui come "la stella più brillante nella nostra galassia comica". Poco dopo furono mostrati alcuni momenti comici di Williams, inclusa la sua prima apparizione al The Tonight Show. David Letterman, Conan O'Brien, Seth Meyers, Jimmy Kimmel e Jimmy Fallon gli resero omaggio nei loro talk show.
Il 9 settembre 2014 la PBS mandò in onda uno speciale di un'ora dedicato alla carriera di Williams. Il 27 settembre 2014 molte stelle del cinema e celebrità presero parte a una cerimonia svoltasi a San Francisco per celebrare la vita e la carriera dell'artista.
La band inglese Iron Maiden gli dedicò la canzone Tears of a Clown, inclusa nell'album The Book of Souls.
Il 29 febbraio 2016 un tunnel sulla Highway 101 a nord del Golden Gate Bridge, dipinto coi colori dell'arcobaleno, fu rinominato "Robin Williams Tunnel".
Nel 2018 la HBO produsse un documentario sulla carriera e sulla vita di Williams diretto da Marina Zenovich. Intitolato Nella mente di Robin Williams, fu mostrato al Sundance Film Festival. Lo stesso anno a Market street, San Francisco, fu dipinto un murale dedicato a Robin Williams e fu pubblicata la sua biografia scritta dal giornalista del New York Times David Itzkoff, intitolata semplicemente Robin.

## Vita privata

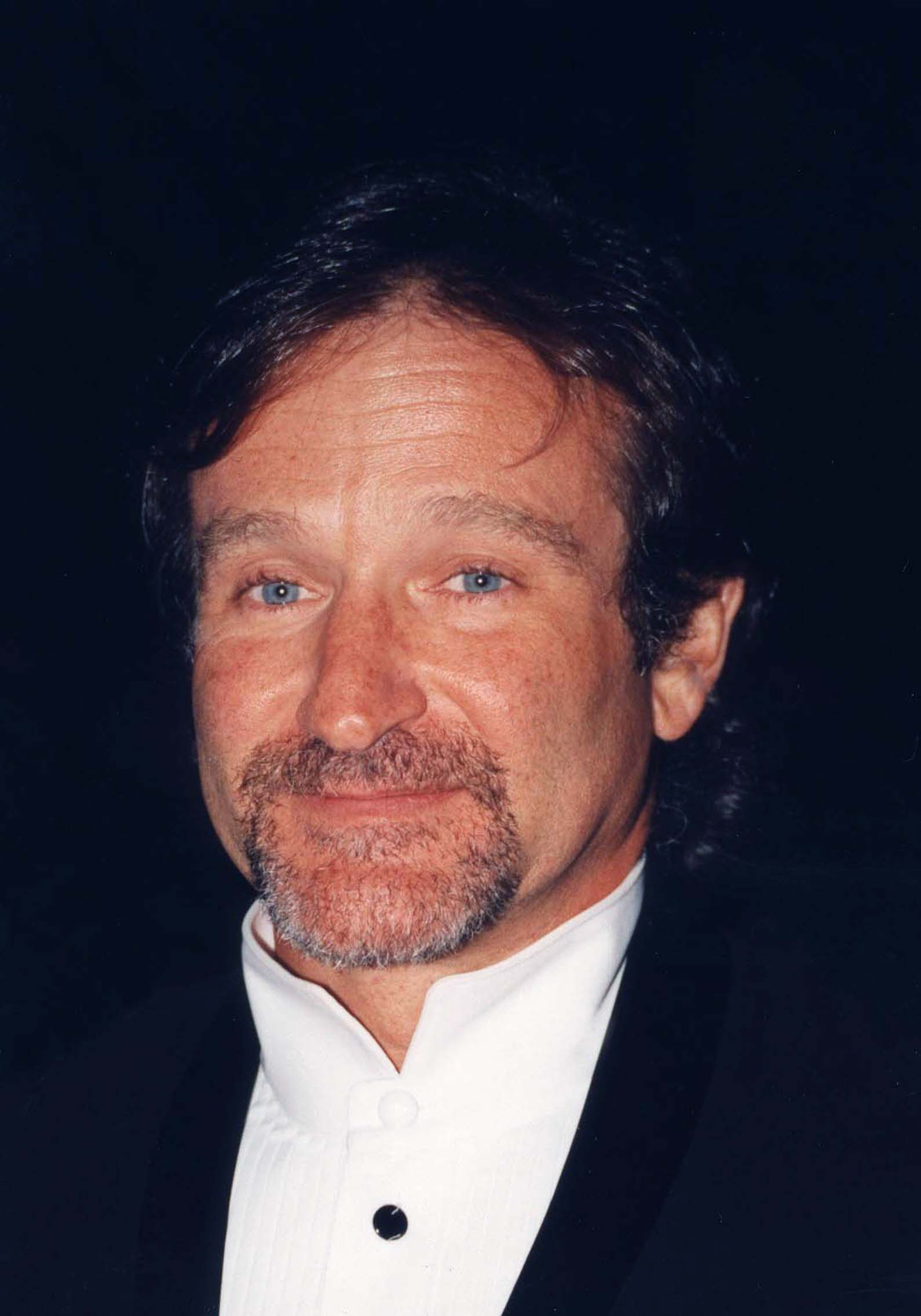
Robin Williams a Washington nel 1996

Negli anni ottanta Williams fece uso di cocaina ed era presente la sera in cui il suo amico John Belushi morì di overdose.
Williams fu amico dell'attore Christopher Reeve, con cui condivise gli anni alla Juilliard School di New York. Nel 1995 Reeve ebbe un incidente a cavallo che lo rese tetraplegico, e Williams contribuì economicamente all'assistenza medica e alle ricerche sulla malattia.
Dopo dieci anni di matrimonio, nel 1988, divorziò dalla prima moglie, la ballerina Valerie Velardi, dalla quale aveva avuto Zachary (1983), perché i giornali insinuarono una sua relazione con Marsha Garces, che in quel periodo faceva da babysitter al figlio; in realtà Valerie non apprezzava il nuovo stile di vita e non voleva ostacolare la carriera di Williams. La relazione tra lui e Marsha iniziò un anno dopo. Nel 1989 sposò Marsha e da lei ebbe due figli: Zelda (1989) e Cody Alan (1991). Nel 2008 i due dissero di non essere più sposati e nel 2011 l'attore si sposò per la terza volta con Susan Schneider, una graphic designer conosciuta nel 2009.
Nel marzo del 2009, in seguito a un malore, dovette rinviare quattro date del suo one-man show Weapons of Self-distruction ("Armi di autodistruzione"). Le sue condizioni si aggravarono a tal punto che il 5 marzo fu ricoverato in terapia intensiva in un ospedale di Miami. Benché migliorato, l'11 marzo subì un'operazione di sostituzione della valvola aortica e riparazione della valvola mitrale con una valvola di tessuto animale.
Robin Williams era un appassionato di ciclismo e aveva una collezione di 87 biciclette che sono state battute a un'asta benefica dai tre figli; molte sono italiane, specialmente fra quelle che hanno raggiunto le quotazioni più alte (Colnago Master Pista, La Carrera; Dario Pegoretti, Responsorium; Bianchi, Mega Pro XL Reparto Corse Team Replica; Pinarello Dogma 6.1).

## Filmografia

### Attore

#### Cinema
- Il film più pazzo del mondo (Can I Do It 'Till I Need Glasses?), regia di I. Robert Levy (1977)
- Popeye - Braccio di Ferro (Popeye), regia di Robert Altman (1980)
- Il mondo secondo Garp (The World According to Garp), regia di George Roy Hill (1982)
- Come ti ammazzo un killer (The survivors), regia di Michael Ritchie (1983)
- Mosca a New York (Moscow on the Hudson), regia di Paul Mazursky (1984)
- Tempi migliori (The Best of Times), regia di Roger Spottiswoode (1986)
- Club Paradise, regia di Harold Ramis (1986)
- Seize the Day, regia di Fielder Cook (1986)
- Good Morning, Vietnam, regia di Barry Levinson (1987)
- Le avventure del barone di Munchausen (The Adventures of Baron Munchausen), regia di Terry Gilliam (1988) – accreditato come "Ray D. Tutto"
- Portrait of a White Marriage, regia di Harry Shearer (1989) – non accreditato
- L'attimo fuggente (Dead Poets Society), regia di Peter Weir (1989)
- Cadillac Man - Mister occasionissima (Cadillac Man), regia di Roger Donaldson (1990)
- Risvegli (Awakenings), regia di Penny Marshall (1990)
- Shakes the Clown, regia di Bobcat Goldthwait (1991) - accreditato come "Marty Formage"
- L'altro delitto (Dead Again), regia di Kenneth Branagh (1991)
- La leggenda del re pescatore (The Fisher King), regia di Terry Gilliam (1991)
- Hook - Capitan Uncino (Hook), regia di Steven Spielberg (1991)
- Toys - Giocattoli (Toys), regia di Barry Levinson (1992)
- Mrs. Doubtfire - Mammo per sempre (Mrs. Doubtfire), regia di Chris Columbus (1993)
- Le cinque vite di Hector (Being Human), regia di Bill Forsyth (1994)
- Nine Months - Imprevisti d'amore (Nine Months), regia di Chris Columbus (1995)
- A Wong Foo, grazie di tutto! Julie Newmar (To Wong Foo Thanks for Everything, Julie Newmar), regia di Beeban Kidron (1995)
- Jumanji, regia di Joe Johnston (1995)
- Piume di struzzo (The Birdcage), regia di Mike Nichols (1996)
- Jack, regia di Francis Ford Coppola (1996)
- L'agente segreto (The Secret Agent), regia di Christopher Hampton (1996) – non accreditato
- Hamlet, regia di Kenneth Branagh (1996)
- Due padri di troppo (Fathers' Day), regia di Ivan Reitman (1997)
- Harry a pezzi (Deconstructing Harry), regia di Woody Allen (1997)
- Flubber - Un professore fra le nuvole (Flubber), regia di Les Mayfield (1997)
- Will Hunting - Genio ribelle (Good Will Hunting), regia di Gus Van Sant (1997)
- Al di là dei sogni (What Dreams May Come), regia di Vincent Ward (1998)
- Patch Adams, regia di Tom Shadyac (1998)
- Jakob il bugiardo (Jakob the Liar), regia di Peter Kassovitz (1999)
- L'uomo bicentenario (Bicentennial Man), regia di Chris Columbus (1999)
- One Hour Photo, regia di Mark Romanek (2002)
- Eliminate Smoochy (Death to Smoochy), regia di Danny DeVito (2002)
- Insomnia, regia di Christopher Nolan (2002)
- The Final Cut, regia di Omar Naim (2004)
- House of D - Il mio amico speciale (House of D), regia di David Duchovny (2004)
- Un amore sotto l'albero (Noel), non accreditato, regia di Chazz Palminteri (2004)
- The Big White, regia di Mark Mylod (2005)
- Una voce nella notte (The Night Listener), regia di Patrick Stettner (2006)
- Vita da camper (RV), regia di Barry Sonnenfeld (2006)
- L'uomo dell'anno (Man of the Year), regia di Barry Levinson (2006)
- Una notte al museo (Night at the Museum), regia di Shawn Levy (2006)
- Licenza di matrimonio (License to Wed), regia di Ken Kwapis (2007)
- La musica nel cuore - August Rush (August Rush), regia di Kirsten Sheridan (2007)
- Il papà migliore del mondo (World's Greatest Dad), regia di Bobcat Goldthwait (2009)
- Shrink, regia di Jonas Pate (2009) - non accreditato
- Una notte al museo 2 - La fuga (Night at the Museum: Battle of the Smithsonian), regia di Shawn Levy (2009)
- Daddy Sitter (Old dogs), regia di Walt Becker (2009)
- Big Wedding (The Big Wedding), regia di Justin Zackham (2013)
- The Butler - Un maggiordomo alla Casa Bianca (The Butler), regia di Lee Daniels (2013)
- The Face of Love, regia di Arie Posin (2013)
- Boulevard, regia di Dito Montiel (2014)
- 90 minuti a New York (The Angriest Man in Brooklyn), regia di Phil Alden Robinson (2014)
- Natale con i tuoi (Merry Friggin' Christmas), regia di Tristram Shapeero (2014)
- Notte al museo - Il segreto del faraone (Night at the Museum: Secret of the Tomb), regia di Shawn Levy (2014) - postumo

#### Televisione
- The Richard Pryor Show - serie TV, 2 episodi (1977)
- Laugh-In - serie TV, 1 episodio (1977)
- La famiglia Bradford - serie TV, episodio 2x12 (1977)
- America 2-Night - serie TV, 2 episodi (1978)
- Sorority '62 (1978) - film TV
- Happy Days - serie TV, 2 episodi (1978-1979)
- Mork & Mindy - serie TV, 94 episodi (1978-1982)
- Out of the Blue - serie TV, 1 episodio (1979)
- Faerie Tale Theatre - serie TV, 1 episodio (1982)
- SCTV Network 90 - serie TV, 1 episodio (1982)
- Pryor's Place - serie TV, 1 episodio (1984)
- Jonathan Winters: On the Ledge - film TV (1987)
- The Earth Day Special - special TV (1990)
- The Ross Molven's Show - programma TV comico, episodi 3x13 / 3x14 (1991)
- A Spinal Tap Reunion: The 25th Anniversary London Sell-Out - film TV (1992)
- Homicide - serie TV, episodio 2x01 (1994)
- The Larry Sanders Show - serie TV, 2 episodi (1992-1994)
- In Search of Dr. Seuss - film TV (1994)
- Friends - serie TV, episodio 3x24 (1997)
- L.A. Doctors - serie TV, episodio 1x14 (1999)
- The Rutles 2: Can't Buy Me Lunch - film TV (2002)
- Freedom: A History of Us - serie TV, 4 episodi (2003)
- Life with Bonnie - serie TV, episodio 1x16 (2003)
- Law & Order - Unità vittime speciali (Law & Order: Special Victims Unit) - serie TV, episodio 9x17 (2008)
- Wilfred - serie TV, 1 episodio (2012)
- Louie - serie TV, episodio 3x06 (2012)
- The Crazy Ones - serie TV, 22 episodi (2013-2014)

### Doppiatore
- Pac Preview Party, registi vari - film TV (1982)
- Mork & Mindy/Laverne & Shirley/Fonz Hour, registi vari - serie TV, 14 episodi (1982)
- Dear America - Lettere dal Vietnam (Dear America: Letters Home from Vietnam), regia di Bill Couturié - documentario televisivo (1987)
- Rabbit Ears: Pecos Bill, regia di Tim Raglin - video (1988)
- A Wish for Wings That Work, regia di Skip Jones - Film TV (1991)
- Rabbit Ears: The Fool and the Flying Ship - cortometraggio video (1991)
- FernGully - Le avventure di Zak e Crysta (FernGully: The Last Rainforest), regia di Bill Kroyer (1992)
- From Time To Time, regia di Jeff Blyth - cortometraggio (1992)
- Aladdin, regia di Ron Clements e John Musker (1992)
- Aladdin on Ice, regia di Steve Binder - film TV (1995)
- Aladdin e il re dei ladri (Aladdin and the King of Thieves), regia di Tad Stones - video (1996)
- Great Minds Think for Themselves, regia di Gary Katona ed Ed Wexler - serie TV, 12 episodi (1997)
- One Saturday Morning, regia di Bryan Evans e Tim Maloney - serie TV, 2 episodi (1998)
- Aladdin - Una sfida per Agrabah videogioco (1998)
- A.I. - Intelligenza artificiale (A.I. Artificial Intelligence), regia di Steven Spielberg (2001)
- Robots, regia di Chris Wedge (2005)
- Piccolo grande eroe (Everyone's Hero), regia di Colin Brady e Dan St. Pierre (2006)
- Happy Feet, regia di George Miller (2006)
- Happy Feet 2 (Happy Feet Two), regia di George Miller (2011)
- Notte al museo - Il segreto del faraone (Night at the Museum: Secret of the Tomb), regia di Shawn Levy (2014) - postumo
- Un'occasione da Dio (Absolutely Anything), regia di Terry Jones (2015) - postumo

### Produttore
- Comic Relief - special TV, regia di Robin Williams (1986)
- Mrs. Doubtfire - Mammo per sempre (Mrs. Doubtfire), regia di Chris Columbus (1993)
- Jakob il bugiardo (Jakob the Liar), regia di Peter Kassovitz (1999)

### Regista
- Mork & Mindy - serie TV, 1 episodio (1982)
- Comic Relief - special TV (1986)

### Video musicali
- Elmer Fudd sings Bruce Springsteen,[4] cameo (1983)
- Bobby McFerrin: Don't Worry, Be Happy, cameo (1988)
- Jimmy Kimmel & Ben Affleck: I'm Fucking Ben Affleck,[11] cameo (2008)

## Riconoscimenti
- Premio Oscar

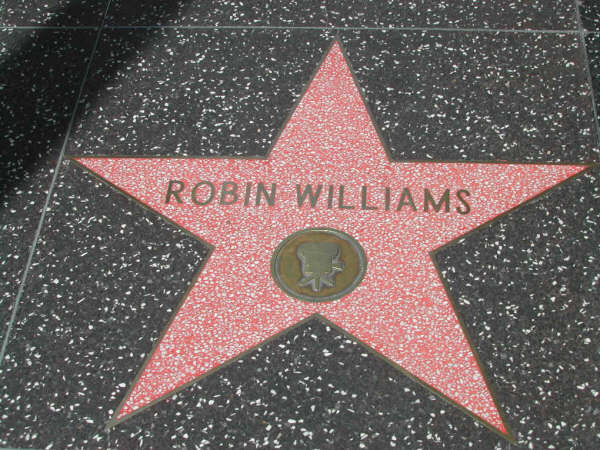
Stella di Williams nella Hollywood Walk of Fame

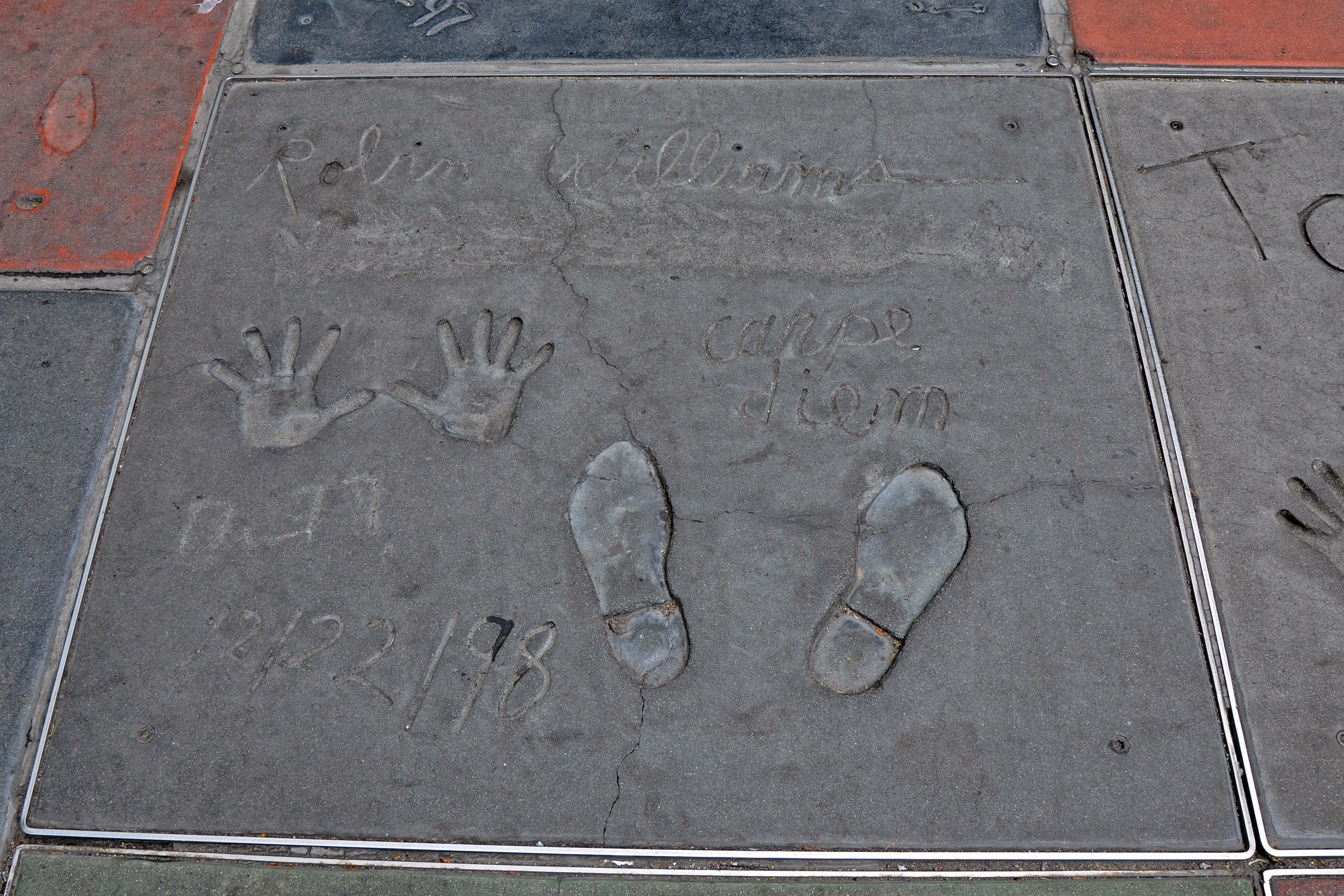
Impronte di Robin Williams al Grauman's Chinese Theatre

  - 1988 – Candidatura al miglior attore protagonista per Good Morning, Vietnam
  - 1990 – Candidatura al miglior attore protagonista per L'attimo fuggente
  - 1992 – Candidatura al miglior attore protagonista per La leggenda del re pescatore
  - 1998 – Miglior attore non protagonista per Will Hunting - Genio ribelle
- Golden Globe
  - 1979 – Miglior attore in una serie commedia o musicale per Mork & Mindy
  - 1980 – Candidatura al miglior attore in una serie commedia o musicale per Mork & Mindy
  - 1985 – Candidatura al miglior attore in un film commedia o musicale per Mosca a New York
  - 1988 – Miglior attore in un film commedia o musicale per Good Morning, Vietnam
  - 1990 – Candidatura al miglior attore in un film drammatico per L'attimo fuggente
  - 1991 – Candidatura al miglior attore in un film drammatico per Risvegli
  - 1992 – Miglior attore in un film commedia o musicale per La leggenda del re pescatore
  - 1993 – Golden Globe Speciale (premio al doppiaggio) per Aladdin
  - 1994 – Miglior attore in un film commedia o musicale per Mrs. Doubtfire - Mammo per sempre
  - 1998 – Candidatura al miglior attore non protagonista per Will Hunting - Genio ribelle
  - 1999 – Candidatura al miglior attore in un film commedia o musicale per Patch Adams
  - 2005 – Golden Globe alla carriera (premio Cecil B. DeMille)
- BAFTA
  - 1989 – Candidatura al miglior attore protagonista per Good Morning Vietnam
  - 1990 – Candidatura al miglior attore protagonista per L'attimo fuggente
- Screen Actors Guild Award
  - 1997 – Miglior cast cinematografico per Piume di struzzo
  - 1998 – Miglior attore non protagonista per Will Hunting - Genio ribelle
  - 1998 – Candidatura al miglior cast cinematografico per Will Hunting - Genio ribelle
  - 2014 – Candidatura al miglior cast cinematografico per The Butler - Un maggiordomo alla Casa Bianca
- Grammy Award
  - 1980 – Miglior album commedia per Reality...What A Concept
  - 1988 – Miglior album commedia per A Night At The Met 
  - 1989 – Miglior album commedia per Good Morning, Vietnam 
  - 2003 – Miglior album commedia parlato per Robin Williams - Live 2002
- Premio Emmy
  - 1987 – Candidatura al miglior performance individuale in un programma di varietà o musicale per Carol and Carl and Whoopi and Robin
  - 1988 – Candidatura al miglior performance individuale in un programma di varietà o musicale per ABC Presents A Royal Gala
  - 2008 – Candidatura al miglior guest star per Law & Order - Unità vittime speciali

## Doppiatori italiani
Nelle versioni in italiano dei suoi film, Robin Williams è stato doppiato da:
- Carlo Valli in Tempi migliori, Good Morning, Vietnam, L'attimo fuggente, Cadillac Man - Mister occasionissima, L'altro delitto, Toys - Giocattoli, Mrs. Doubtfire - Mammo per sempre, Le cinque vite di Hector, Nine Months - Imprevisti d'amore, A Wong Foo, grazie di tutto! Julie Newmar, Piume di struzzo, Jack, L'agente segreto, Hamlet, Harry a pezzi, Flubber - Un professore tra le nuvole, Will Hunting - Genio ribelle, Al di là dei sogni, Patch Adams, Law & Order - Unità vittime speciali, One Hour Photo, Insomnia, The Final Cut, House of D - Il mio amico speciale, Un amore sotto l'albero, The Big White, Vita da camper, L'uomo dell'anno, Licenza di matrimonio, La musica nel cuore - August Rush, Il papà migliore del mondo, Daddy Sitter, Big Wedding, The Butler - Un maggiordomo alla Casa Bianca, The Face of Love, 90 minuti a New York, Natale con i tuoi
- Marco Mete in Le avventure del barone di Munchausen, Risvegli, La leggenda del re pescatore, Hook - Capitan Uncino, Homicide, Friends, Jumanji, Due padri di troppo, Jakob il bugiardo, L'uomo bicentenario, Una voce nella notte, Una notte al museo, Una notte al museo 2 - La fuga, Louie, Wilfred, The Crazy Ones, Boulevard, Notte al museo - Il segreto del faraone
- Oreste Lionello in Mork & Mindy (st. 1-2)
- Sandro Pellegrini in Mork & Mindy (st. 3-4)
- Gil Baroni in Happy Days
- Massimo Lopez in Popeye - Braccio di ferro
- Mario Cordova in Come ti ammazzo un killer
- Massimo Giuliani in Mosca a New York
- Luca Ward in Il mondo secondo Garp
- Massimo Dapporto in Club Paradise
- Ugo Pagliai in Eliminate Smoochy

Da doppiatore è stato sostituito da:
- Carlo Valli in A.I. - Intelligenza Artificiale, Robots, Un'occasione da Dio
- Gigi Proietti in Aladdin, Aladdin e il re dei ladri (Genio)
- Massimo Lopez in Happy Feet, Happy Feet 2 (Ramon)
- Mino Caprio in Aladdin (mercante)
- Massimo Corvo in Happy Feet (Adone)
- Pierfrancesco Favino in Happy Feet 2 (Adone)
- Edoardo Nevola in FernGully - La foresta incantata
- Bruno Alessandro in Piccolo grande eroe
- Francesco De Francesco in Notte al museo - Il segreto del faraone
- Toni Orlandi in The Zero Theorem - Tutto è vanità